# Boccia op de Paralympische Zomerspelen 1996

Boccia was een van de sporten op het programma van de Paralympische Zomerspelen van 1996 in Atlanta, Verenigde Staten.
Paul Driesen behaalde voor België de eerste medaille bij het boccia in de categorie C1 wad.

## Deelnemende landen
| - Australië - België - Canada - Denemarken - Groot-Brittannië | - Ierland - Nieuw-Zeeland - Noorwegen - Oostenrijk - Spanje | - Verenigde Staten - Zuid-Korea - Zweden |

## Individueel

### C1
| Plaats | Land | Sporter          |
| ------ | ---- | ---------------- |
| 1      | KOR  | Hae Ryung Kim    |
| 2      | DEN  | Henrik Jorgensen |
| 3      | USA  | Steven Thompson  |

### C1 wad
| Plaats | Land | Sporter        |
| ------ | ---- | -------------- |
| 1      | POR  | José Macedo    |
| 2      | ESP  | Yolanda Martin |
| 3      | BEL  | Paul Driesen   |

### C2
| Plaats | Land | Sporter         |
| ------ | ---- | --------------- |
| 1      | ESP  | María Rodríguez |
| 2      | IRL  | Thomas Leahy    |
| 3      | ESP  | Jesús Fraile    |

## Duo's

### C1-wad
| Plaats | Land | Sporters                  |
| ------ | ---- | ------------------------- |
| 1      | POR  | José Macedo Armando Costa |
| 2      | GBR  | Zoe Edge Joyce Carle      |
| 3      | AUS  | Kris Bignall Tu Huyhn     |

## Trio's

### C1-C2
| Plaats | Land | Sporters                                                 |
| ------ | ---- | -------------------------------------------------------- |
| 1      | ESP  | Antonio Cid Miguel Gómez Jesús Fraile María Rodríguez    |
| 2      | POR  | Pedro Silva António Marques Fernando Ferreira João Alves |
| 3      | KOR  | Joon Kim Won You Hae Ryung Kim Yu Seok Jung              |

Atletiek · Bankdrukken · Basketbal · Boogschieten · Boccia · CP-voetbal · Goalball · Judo · Koersbal · Paardensport · Schermen · Schietsport · Tafeltennis · Tennis · Volleybal · Wielersport · Zeilen · Zwemmen
New York & Stoke Mandeville 1984 · 
Seoel 1988 · 
Barcelona 1992 · 
Atlanta 1996 · 
Sydney 2000 · 
Athene 2004 · 
Peking 2008 · 
Londen 2012 · 
Rio de Janeiro 2016 · 
Tokio 2020 ·
Parijs 2024 ·  
Los Angeles 2028